# Cosmopolitan TV
Pour l’article homonyme, voir Cosmopolitan TV (Canada).
Cosmopolitan TV est une chaîne de télévision espagnole créée le 1er mars 2000. Elle est disponible sur l'ADSL, le câble et le satellite.
La chaîne dispose de sa version HD depuis janvier 2011.